# Bóng bàn tại Đại hội Thể thao châu Á 1990
Bóng bàn được tổ chức tại Đại hội Thể thao châu Á 1990 ở Bắc Kinh, Trung Quốc từ 24 tháng 9 đến 1 tháng 10 năm 1990. Nội dung thi bóng bàn gồm đội, đôi và đơn dành cho nam và nữ, cũng như đôi hỗn hợp.

## Tổng kết huy chương

### Bảng huy chương
| 1    | Trung Quốc (CHN)        | 5 | 4 | 6  | 15 |
| 2    | Hàn Quốc (KOR)          | 2 | 2 | 3  | 7  |
| 3    | CHDCND Triều Tiên (PRK) | 0 | 1 | 2  | 3  |
| 4    | Hồng Kông (HKG)         | 0 | 0 | 1  | 1  |
| Tổng | Tổng                    | 7 | 7 | 12 | 26 |

### Huy chương giành được
| Nội dung    | Vàng                                                                                      | Bạc                                                                                                  | Đồng                                                                                 |
| ----------- | ----------------------------------------------------------------------------------------- | --- | ------------------------------------------------------------------------------------ |
| Đơn nam     | Ma Wenge · Trung Quốc                                                                     | Wei Qingguang · Trung Quốc                                                                           | Chen Longcan · Trung Quốc                                                            |
| Đơn nam     | Ma Wenge · Trung Quốc                                                                     | Wei Qingguang · Trung Quốc                                                                           | Yoo Nam-Kyu · Hàn Quốc                                                               |
| Đôi nam     | Trung Quốc (CHN) · Ma Wenge · Chen Zhibin                                                 | Trung Quốc (CHN) · Chen Longcan · Wei Qingguang                                                      | CHDCND Triều Tiên (PRK) · Kim Song-Hui · Kim Guk-Chol                                |
| Đôi nam     | Trung Quốc (CHN) · Ma Wenge · Chen Zhibin                                                 | Trung Quốc (CHN) · Chen Longcan · Wei Qingguang                                                      | Hàn Quốc (KOR) · Yoo Nam-Kyu · Kim Taek-Soo                                          |
| Đội nam     | Hàn Quốc (KOR) · Kang Hee-Chan · Kim Taek-Soo · Moon Kyu-Min · Park Ji-Hyun · Yoo Nam-Kyu | CHDCND Triều Tiên (PRK) · Choi Gyong-Sop · Kim Guk-Chol · Kim Myong-Jun · Kim Song-Hui · Ri Gun-Sang | Trung Quốc (CHN) · Chen Longcan · Chen Zhibin · Wei Qingguang · Ma Wenge · Zhang Lei |
| Đơn nữ      | Deng Yaping · Trung Quốc                                                                  | Gao Jun · Trung Quốc                                                                                 | Qiao Hong · Trung Quốc                                                               |
| Đơn nữ      | Deng Yaping · Trung Quốc                                                                  | Gao Jun · Trung Quốc                                                                                 | Chen Zihe · Trung Quốc                                                               |
| Đôi nữ      | Hàn Quốc (KOR) · Hyun Jung-Hwa · Hong Cha-Ok                                              | Trung Quốc (CHN) · Qiao Hong · Deng Yaping                                                           | CHDCND Triều Tiên (PRK) · Ri Bun-Hui · Yu Sun-Bok                                    |
| Đôi nữ      | Hàn Quốc (KOR) · Hyun Jung-Hwa · Hong Cha-Ok                                              | Trung Quốc (CHN) · Qiao Hong · Deng Yaping                                                           | Trung Quốc (CHN) · Chen Zihe · Gao Jun                                               |
| Đội nữ      | Trung Quốc (CHN) · Gao Jun · Chen Zihe · Deng Yaping · Qiao Hong                          | Hàn Quốc (KOR) · Hong Cha-Ok · Hong Soon-Hwa · Hyun Jung-Hwa · Lee Tae-Joo                           | Hồng Kông (HKG) · Chai Po Wa · Chan Suk Yuen · Chan Tan Lui · Cheng To               |
| Đôi hỗn hợp | Trung Quốc (CHN) · Wei Qingguang · Deng Yaping                                            | Hàn Quốc (KOR) · Yoo Nam-Kyu · Hyun Jung-Hwa                                                         | Hàn Quốc (KOR) · Kang Hee-Chan · Hong Cha-Ok                                         |
| Đôi hỗn hợp | Trung Quốc (CHN) · Wei Qingguang · Deng Yaping                                            | Hàn Quốc (KOR) · Yoo Nam-Kyu · Hyun Jung-Hwa                                                         | Trung Quốc (CHN) · Chen Zhibin · Chen Zihe                                           |